# Постфеминизм
Постфемини́зм (англ. postfeminism, также post-feminism) — термин, используемый для описания противоречий и недостатков в феминизме, особенно его второй и третьей волн. Иногда его путают с четвёртой волной феминизма и феминизмом цветных женщин (women of color feminism).
Идеология постфеминизма отличается контрастом с преобладающим или предшествующим направлением феминизма. Некоторые формы постфеминизма стремятся к следующему этапу в гендерном прогрессе и, как таковые, часто воспринимаются как поддерживающие общество, которое больше не определяется жесткими гендерными ролями и выражениями. Постфеминист — это человек, который верит, продвигает или воплощает любую из различных идеологий, проистекающих из феминизма 1970-х годов, при этом как поддерживающих, так и антагоничных по отношению к классическому феминизму.
Постфеминизм можно считать критическим способом понимания изменившихся отношений между феминизмом, популярной культурой и женственностью. Постфеминизм также может представлять критику феминизма второй или третьей волны, подвергая сомнению их бинарное мышление и эссенциализм, их видение сексуальности и их восприятие отношений между женственностью и феминизмом. Он также может усложнить или даже полностью опровергнуть представление о том, что абсолютное гендерное равенство необходимо, желательно или реально достижимо.

## История
Термин постфеминизм использовался в 1980-х для описания негативной реакции на феминизм второй волны. Постфеминизм теперь является ярлыком для широкого круга теорий, которые критически подходят к предыдущим феминистским дискурсам и включают вызовы идеям второй волны. Другие постфеминистки говорят, что феминизм больше не актуален для современного общества. Амелия Джонс писала, что постфеминистские тексты, появившиеся в 1980-х и 1990-х годах, изображали феминизм второй волны как монолитную сущность и были чрезмерно обобщающими в своей критике.
Постфеминизм можно считать критическим способом понимания изменившихся отношений между феминизмом, народной культурой и женственностью. Иногда постфеминизм называют новым феминизмом или постмодернистским феминизмом.
Яркими представителями постфеминизма являются Камилла Палья, Амелия Джонс, София Фока и Ребекка Райт; две последние являются авторами книги Introducing postfeminism.
Постфеминизм может трактоваться как отказ от попытки феминизма создать место для женщины вне патриархальной системы и желание найти своё собственное место. В то время как феминистки продолжают споры о природе патриархальной общественной системы, постфеминистки с новой силой объявляют о своей женской природе. Впервые наиболее значимо термин «постфеминизм» был употреблён в октябре 1982 года, когда журнал «Нью-Йорк Таймс» опубликовал статью Сьюзан Болотин под названием «Голоса постфеминистского поколения».
В 1990-е годы этот термин популяризировался как в академическом мире, так и в СМИ. Это было воспринято как выражение одобрения и презрения. Торил Мои, профессор Университета Дьюка, первоначально ввел термин в употребление в 1985 году в сексуальной / текстовой политике, чтобы разделить либеральный феминизм, идеи которого основываются на равенстве прав мужчин и женщин, и радикальный феминизм, основанный на различиях. Существует путаница вокруг предполагаемого значения слова «пост» в контексте «постфеминизма». Эта путаница преследует само понятие «постфеминизм» с 1990-х годов. Хотя этот термин, казалось, с одной стороны, означал конец феминизма, с другой стороны, он сам стал местом феминистской повестки.
С годами понятие постфеминизма расширилось и стало включать множество различных значений, как в случае с феминизмом. В феминистской литературе определения, как правило, делятся на две основные категории:
1) «смерть феминизма», «антифеминизм», «феминизм сейчас неуместен»
2) следующий этап феминизма или феминизм, который пересекается с другими «пост»-течениями в философии и теории, такими как постмодернизм, постструктурализм и постколониализм.

## Характеристики
В начале 1980-х СМИ начали называть женщин-подростков и женщин в возрасте от двадцати лет «постфеминистским поколением». По прошествии двадцати лет термин постфеминистка все еще используется для обозначения молодых женщин, «которые, как считается, извлекают выгоду из женского движения за счет расширения доступа к занятости и образованию и новым семейным условиям, но в то же время не стремятся к дальнейшим политическим изменениям», — утверждает Памела Аронсон, профессор социологии. Постфеминизм — очень обсуждаемая тема, поскольку он подразумевает, что феминизм мертв и что равенство, которое он предполагает, в значительной степени является мифом.
По словам профессора Д. Дайан Дэвис, постфеминизм — это просто продолжение того, чего хотят феминистки первой и второй волны.
Исследования, проведенные в Государственном Университете Кента, сузили постфеминизм до четырех основных требований:
- снижение поддержки феминизма;
- женщины начали ненавидеть феминизм и феминисток;
- общество уже достигло социального равенства, что сделало феминизм устаревшим;
- ярлык «феминистка» потерял положительную коннотацию из-за отрицательной стигмы[9][10].